# Truro (Nova Scotia)
Truro (in Mi’kmaq: Wagobagitik – „Ende des Wasserflusses“ oder „Wasseraustritt“) ist eine Stadt im Zentrum der kanadischen Provinz Nova Scotia und ist gleichzeitig der County Seat (Verwaltungssitz) von Colchester County.
Die Stadt liegt an der Südseite des Salmon River, nahe der Mündung in die Cobequid Bay (Mi’kmaq: We’kopekwitk oder Wagobagitk – „Eine Bucht, die sehr weit hinaufläuft, deren Ende“).

## Geschichte
Das Gebiet gehörte mehrere Jahrhunderte einst zum „Sipekni'katik (Sugapune'gati)-Distrikt“, einem der acht Distrikte des Stammesgebiets der Mi’kmaq, die das unmittelbare heutige Stadtgebiet von Truro sowie die Cobequid Bay als Wagobagitik / We’kopekwitk bezeichneten, heute leben deren Nachkommen in mehreren Reservaten und bilden als Millbrook First Nation eine der 29 anerkannten Mi’kmaq First Nations in Kanada.
Die ersten hier dauerhaft siedelnden Europäer waren französische Siedler, die seit Anfang des 18. Jahrhunderts Siedlungen gründeten und bald als Akadier eine eigenständige Identität entwickelten. Die Akadier kürzten und verballhornten den Mi’kmaq-Namen für die Siedlung und das angrenzende Gebiet zu „Cobequid“, heute wird nur noch die westlich von Truro gelegene Bucht als Cobequid Bay bezeichnet.
1727 gründeten französische Siedler ein kleines Dorf an der Stelle der heutigen Downtown von Truro und nannten dieses „Vil Bois Brule“ (Dorf im abgebrannten Wald). Die Akadier unterhielten freundschaftliche Bande zu den in Akadien ansässigen Algonkin-Stämmen der Wabanaki-Konföderation (Abenaki, Penobscot, Mi’kmaq, Passamaquoddy und Maliseet) die ein treuer Bündnispartner der Franzosen in einer Serie von Kolonialkriegen zwischen 1688 und 1759 im Kampf gegen die Briten um Akadien war.
Auf Grund des Siebenjährigen Krieges in Nordamerika (1754 bis 1763) (englisch: „French and Indian War“; französisch: „Guerre de la Conquête“) wurden zwischen 1755 und 1762 alle Akadier, die keinen Treueeid auf die britische Krone leisten wollten, gewaltsam nach Neuengland deportiert oder vertrieben. Viele Akadier hatten bereits zuvor aus Angst die Region verlassen.
Nach der gewaltsamen Vertreibung der frankophonen Akadier besiedelten 1761 die Briten das Gebiet mit Siedlern aus Neuengland erneut – meist presbyterianischen Ulster-Schotten aus Nordirland – und die Siedlung wurde nun nach der Stadt Truro in Cornwall (England) benannt. Anfangs eine kleine Kommune von Farmern, wuchs die Siedlung nach dem Bau der Eisenbahn zwischen Halifax und Pictou im Jahre 1858 rasant. 1875 wurde Truro schließlich als Stadt eingetragen.
Von 1877 bis 1961 bestand hier das Truro Old Normal College (auch „Nova Scotia Teachers’ College“). Das im Stil des Second Empire erbaute, dreistöckige Backsteingebäude diente ab der zweiten Hälfte des 19. Jahrhunderts als Ausbildungsstätte für Lehrer. Wegen seiner Bedeutung zur Standardisierung der Lehrerausbildung und damit der Verbesserung des öffentlichen Bildungssystems wurde es am 31. Juli 2018 von der kanadische Bundesregierung zu einer „nationalen historischen Stätte“ erklärt.

## Verkehr
Heute wird Truro als „Hub of Nova Scotia“ bezeichnet, da es ein Kreuzungspunkt der Canadian National Railway, zwischen Halifax und Montreal, und der Nova Scotia Railway, zwischen Truro und Sydney fungiert. Bis in die 1980er Jahre war Truro ebenfalls der Endpunkt der Dominion Atlantic Railway, welche durch das Annapolis Valley bis nach Yarmouth führte.
Auch im Autoverkehr der Highways von Nova Scotia spielt Truro als Knotenpunkt eine bedeutende Rolle. Es kreuzen sich hier der Nova Scotia Highway 104, Teil des Trans-Canada-Highway, und der Nova Scotia Highway 102.
Des Weiteren verfügt Truro über eine Busverbindung nach Halifax und Amherst, mit der man mit verschiedenen Stopps bis Toronto kommt.

## Bildungseinrichtungen
Truro verfügt über verschiedene Junior Highschools und eine Highschool namens Cobequid Educational Centre, die mit etwa 1700 Schülern die größte der Provinz ist. Außerdem befindet sich in der Stadt ein Campus des Nova Scotia Community College (NSCC), zu dem auch ein Fitness-Center sowie ein Schwimmbad gehören. Im benachbarten Dorf Bible Hill befindet sich zudem das Nova Scotia Agricultural College (NSAC), das über weitläufige Forschungsflächen sowie ein Gelände mit Unterkünften verfügt.

## Söhne und Töchter der Stadt
- Adams George Archibald (1814–1892), Rechtsanwalt und Politiker
- Don Archibald (1906–1968), Fußballspieler
- Robert Stanfield (1914–2003), Politiker
- Douglas Rogers (1941–2020), Judoka
- Garwin Sanford (* 1955), Film- und Fernsehschauspieler
- Tracy Cameron (* 1975), Leichtgewichtsruderin
- Trevor Ettinger (1980–2003), Eishockeyspieler
- Zach Sill (* 1988), Eishockeyspieler

## Sonstiges
Zu den örtlichen Sehenswürdigkeiten gehört das Truro Post Office. Das 1886 von Thomas Fuller erbaute, zweigeschossige Postamt im Neorenaissance-Stil, gilt als ein gutes Beispiel eines frühen, von der Bundesregierung in Auftrag gegebenen öffentlichen Gebäudes und wurde deswegen am 13. Juni 1983 von der kanadische Bundesregierung zu einer „nationalen historischen Stätte“ erklärt.
Das Stadtbild von Truro wird von Baumskulpturen geprägt, die aus Ulmen-Baumstümpfen gehauen wurden. Diese Baumskulpturen haben dazu geführt, dass Truro als die „Baumskulpturhauptstadt von Nova Scotia“ gilt.
In Truro befindet sich außerdem die in ganz Kanada bekannte Textilfabrik Stanfield's Limited. Es ist die letzte erfolgreiche Fabrik dieser Art Kanadas.
Im Jahr 2003 war Truro vom Hurrikan Juan betroffen. Es gab starke Überschwemmungen und Stromausfälle, die teilweise mehr als eine Woche anhielten.
Truro beherbergt sechs Teile der Berliner Mauer. Sie befinden sich auf dem Gelände der Landwirtschaftlichen Universität in der College Street hinter dem Hauptgebäude.
Das Naherholungsgebiet Victoria Park ist ein geschützter Wald (160 ha = 400 acres) im Süden der Stadt. Der Park bietet neben dem Lepper Brook, der zwei Wasserfälle hat, noch Wanderwege um die Naturlandschaft zu erkunden.